# 1202 w polityce

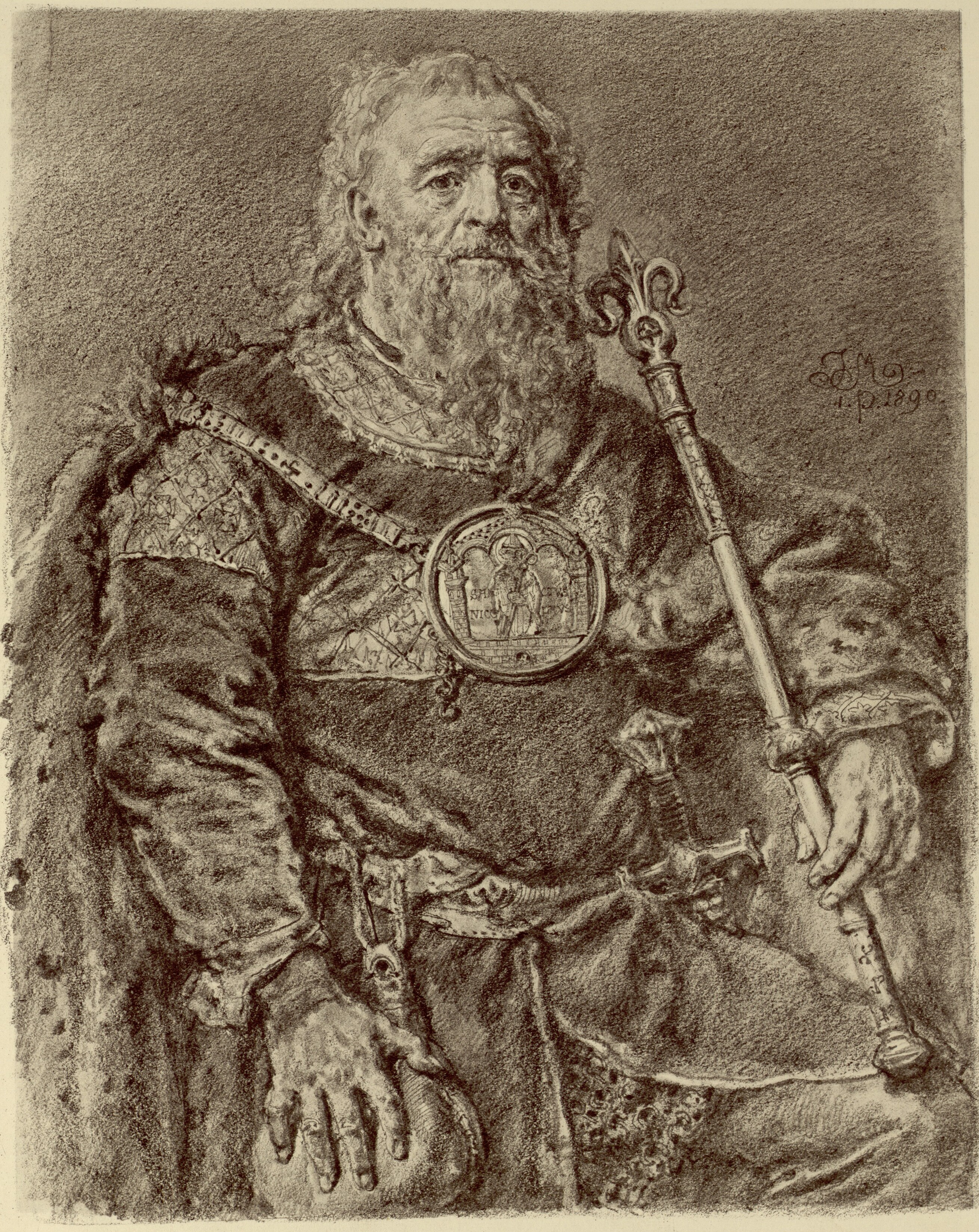
Jan Matejko, Mieszko III Stary

Herb Zakonu Kawalerów Mieczowych

Wydarzenia polityczne w 1202 roku.

## Wydarzenia
- Haakon III zostaje królem Norwegii[1].
- Założenie zakonu Kawalerów mieczowych[2] w Inflantach przez opata Teodoryka z zakonu cystersów.
- Początek IV wyprawy krzyżowej[3][4].
- Układ rozgraniczający wpływy Mieszka Plątonogiego i Henryka Brodatego na Śląsku[5].
- Bizancjum uznało niezależność Bułgarii[6].
- Waldemar II Zwycięski rozpoczął panowanie w Danii (do 1241)[7].

## Urodzili się
- Matylda II, hrabina Boulogne, żona Alfonsa III Dzielnego, króla Portugalii[8][9].

## Zmarli
- 13 marca Mieszko III Stary, książę zwierzchni Polski[10].